# 헬렌 슬레이터
헬렌 슬레이터(Helen Slater, 1963년 12월 15일 ~ )는 미국의 배우이다.

## 출연 작품
- 행복한 인질
- 슈퍼걸